# Фраје (Долина Аосте)
Фраје је насеље у Италији у округу Долина Аосте, региону Долина Аосте.
Према процени из 2011. у насељу је живело 75 становника. Насеље се налази на надморској висини од 907 м.